# Karcinom
Carcinomer er fællesbetegnelsen for ondartede (maligne) kræftformer der stammer fra epitel.
Carcinomer har tendens til at sprede sig med lymfesystemet og først senere via blodet.